# Bouteloua radicosa
Bouteloua radicosa là một loài thực vật có hoa trong họ Hòa thảo. Loài này được (E.Fourn.) Griffiths mô tả khoa học đầu tiên năm 1912.